# Sunderland Echo
El Sunderland Echo es un periódico vespertino que se distribuye en las áreas de Sunderland, South Tyneside y East Durham, en el noreste de Inglaterra. El periódico fue fundado por Samuel Storey, Edward Backhouse, Edward Temperley Gourley, Charles Palmer, Richard Ruddock, Thomas Glaholm y Thomas Scott Turnbull en 1873, como Sunderland Daily Echo and Shipping Gazette. Diseñado para proporcionar una plataforma para las opiniones radicales de Storey y sus socios, también fue el primer diario local de Sunderland.
La edición inaugural del Echo se imprimió en Press Lane, Sunderland, el 22 de diciembre de 1873; se imprimieron y vendieron 1.000 ejemplares por medio penique cada uno. El Echo sobrevivió a una intensa competencia en sus primeros años, así como a la depresión de los años treinta y a las dos guerras mundiales. Sunderland fue fuertemente bombardeado durante la Segunda Guerra Mundial y, aunque el edificio del Echo no sufrió daños, se vio obligado a imprimir el papel de su competidor bajo las reglas de la guerra. Fue durante este tiempo cuando el formato del periódico cambió, de hoja ancha a su actual formato tabloide, debido a la escasez de papel prensa nacional.
El Echo se publica de lunes a sábado y forma parte del grupo Johnston Press, uno de los mayores editores de periódicos locales y regionales del Reino Unido. A fecha de diciembre de 2016, el diario tenía una tirada media diaria de 12.825 ejemplares. Se vende a 75 peniques. El Echo tuvo su sede en Echo House, Pennywell Industrial Estate, Sunderland, desde 1976 hasta abril de 2015. Ahora comparte sede con los periódicos hermanos Hartlepool Mail y Shields Gazette en Alexander House, 1 Mandarin Road, Rainton Bridge Business Park, Houghton-le-Spring.

## Panorama general

### Hechos y cifras
El  Sunderland Echo es un periódico vespertino premiado, que se publica de lunes a sábado cada semana. El periódico tiene una tirada diaria de 12.825 ejemplares, con un total de 41.557 lectores, lo que representa alrededor del 12,5% de los adultos de la zona. La cobertura de noticias que ofrece el Echo se centra principalmente en los acontecimientos locales, incluyendo temas de interés humano, crímenes e historias judiciales, así como informes sobre el equipo local de fútbol de la Premier League, Sunderland AFC.
Las estadísticas del perfil del lector sugieren que el 51% de los lectores de Echo son hombres y el 49% mujeres. La proporción más alta de lectores, 18%, está entre las edades de 45 y 54 años. Una investigación independiente realizada para el Echo en el año 2000 descubrió que los lectores pasaron un promedio de 33 minutos leyendo el periódico. La misma encuesta mostró que el Echo atraía a personas de todo el espectro demográfico, de manera que entre el 44% y el 50% de personas de cada grupo socioeconómico eran lectores regulares. Las cifras actuales de la industria muestran que entre el 14,5% y el 19% de cada uno de los grupos socioeconómicos de la zona son lectores del periódico. 

### Circulación y suplementos
El Sunderland Echo cubre un área de circulación de 100 km² en el noreste de Inglaterra, que incluye partes de South Tyneside y el condado de Durham, así como la ciudad de Sunderland. También se distribuye entre las comunidades de Tyneside del Sur, por Whitburn, Marsden y The Boldons, situadas todas al norte de Sunderland. Peterlee, Horden, Seaham, Dawdon, Murton y Seaton, al sur de Sunderland, son las principales ciudades y aldeas de la zona de circulación de East Durham. El periódico también se vende en Washington, Burnmoor y Durham, que se encuentran al oeste de Sunderland. Igualmente, se incluyen en la zona de circulación las aldeas de las afueras de la ciudad, como Houghton-le-Spring, Penshaw, Fencehouses, Ryhope y Hetton-le-Hole. Los principales rivales del periódico en la zona de Sunderland y County Durham son The Northern Echo, The Journal, Hartlepool Mail y Evening Chronicle. El Sunderland Star, un semanario gratuito impreso por el Echo, también se distribuye en la ciudad. Según una investigación independiente realizada en el año 2000 por encargo del Echo, la "popularidad del Eco en Sunderland y East Durham es mayor que la de todos los demás periódicos regionales juntos".
Además del periódico principal, el Echo publica regularmente suplementos y artículos de interés semanal. Entre ellos se cuentan suplementos deportivos y empresariales todos los lunes; un suplemento de noticias locales, Down Your Way, los martes; información sobre empleos, fútbol juvenil y artículos nostálgicos los miércoles; un suplemento de entretenimiento, una guía de coches e historias nostálgicas los jueves; y un suplemento de propiedades los viernes. La edición del sábado incluye un suplemento de ocio, con comentarios sobre moda, entretenimiento y restaurantes, mientras que un suplemento de nostalgia de la historia local, Retro, se publica una vez al mes. También se imprimen calendarios con imágenes del pasado, con fotografías antiguas de Sunderland y Seaham.

## Primeros años

### Fundación
La primera edición de la Sunderland Daily Echo and Shipping Gazette fue impresa el 22 de diciembre de 1873 en una rotativa de lecho plano en Press Lane, Sunderland. Quinientos ejemplares del número de cuatro páginas vieron la luz al mediodía y a las cuatro de la tarde, y fueron vendidas por medio penique cada una.

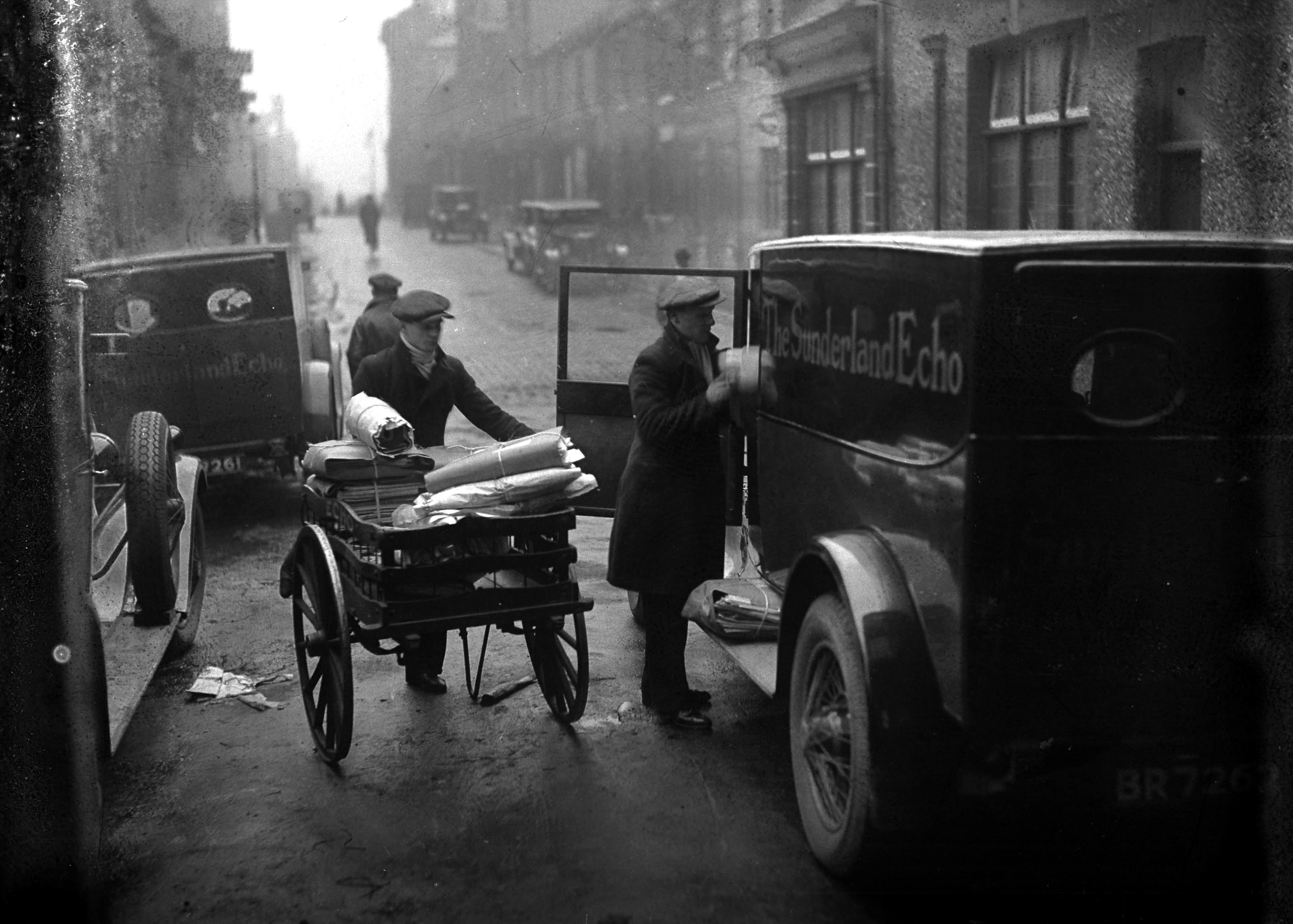
Los periódicos Echo se cargan en furgonetas en la imprenta de Bridge Street

Samuel Storey, un exprofesor y futuro alcalde de Sunderland y miembro del Parlamento, fundó el periódico para proporcionar una plataforma para sus opiniones políticas y llenar un vacío en el mercado de periódicos. Aunque la población de 100.000 habitantes de Sunderland ya contaba con dos periódicos semanales -The Sunderland Times y The Sunderland Herald-, que tampoco reflejaban las opiniones radicales de Storey y sus socios, y no había periódicos diarios en la ciudad. Storey prometió a los lectores en la primera edición que, si las cosas iban mal,"el Echo haría todo lo posible por corregirlas". Pero agregó:"Siempre con moderación y sin estimar a todos los que se oponen a nosotros como tontos y bribones". Entre los primeros ejemplares del Echo se encontraban extensos informes de las reuniones liberales y artículos críticos sobre los opositores liberales.
El Sunderland Echo fue lanzado con una inversión inicial de 3.500 libras esterlinas, recaudado por donaciones de 500 libras esterlinas cada uno de Storey y sus socios comerciales. Los que se unieron a la empresa fueron el banquero cuáquero Edward Backhouse, corredor de buques y parlamentario Edward Temperley Gourley, constructor naval y el parlamentario Sir Charles Palmer, editor del periódico Richard Ruddock, el fabricante de cuerdas Thomas Glaholm y el tapicero Thomas Scott Turnbull. La falta de experiencia -sólo Ruddock tenía conocimiento previo de la gestión de periódicos- y las estimaciones demasiado optimistas de los costes significaban que los fondos iniciales se agotaron rápidamente. Storey admitió más tarde:"En nuestra manera infantil y sencilla, pensamos que esto podría ser suficiente, pero en unos meses todo el dinero se había ido, así que pagamos otras 3.500 libras esterlinas y eso pronto se fue también". A medida que retrocedía la perspectiva de un gran éxito financiero, Ruddock, Gourley y Palmer se retiraron del proyecto. Storey, sin embargo, permaneció dedicado a la idea y asumió sus acciones. Otras 7.000 libras esterlinas de inversión de Storey permitieron a los socios restantes abandonar la "rotativa de lecho plano con sibilancias" y, en julio de 1876, el Echo se trasladó a un nuevo local en 14 Bridge Street, Sunderland.

### Bridge Street

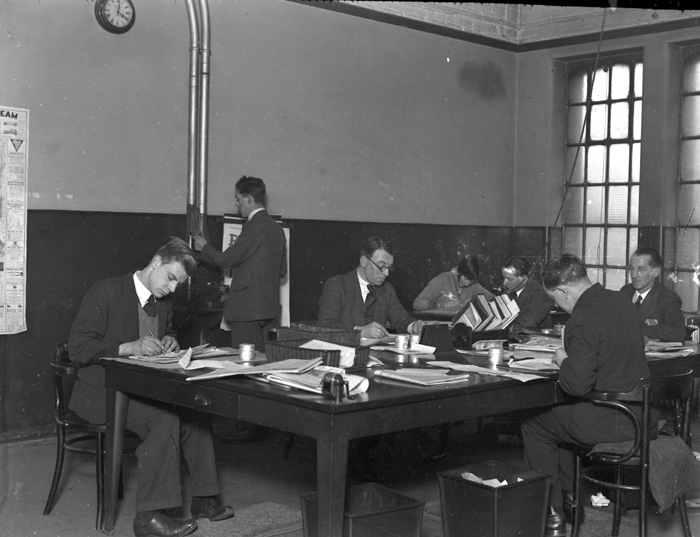
Subeditores revisando hechos y noticias en la oficina de Bridge Street en los años 60

Bridge Street siguió siendo la sede del Echo durante los siguientes 100 años. Se demolieron edificios antiguos, se construyeron nuevas máquinas y salas de composición en West Wear Street y se instalaron dos rotativas justo antes de la mudanza, cada una de las cuales podía imprimir 24.000 copias por hora. Estos cambios trajeron consigo un aumento de la circulación, pero pasaron otros siete años antes de que el Echo obtuviera beneficios. Fue una época de intensa competencia; el Sunderland Times se convirtió de un periódico quincenal a un diario en el mismo mes en que el Echo se mudó a Bridge Street, y los seguidores de Tory comenzaron un periódico propio, el Sunderland Daily Post. El Sunderland Times fue el primero en derrumbarse, pero el Post sobrevivió durante un cuarto de siglo, proporcionando al Echo un rival a menudo amargo.
Tras la muerte de otros dos socios, Backhouse en 1879 y Turnbull en 1880, Storey compró sus acciones para convertirse en el propietario principal de Echo. Un año más tarde, en 1881, conoció al millonario nacido en Escocia Andrew Carnegie, y formó un sindicato con él para crear nuevos periódicos y comprar otros. Entre los que se compraron estaban el Wolverhampton Express y Star, el Northern Daily Mail en Hartlepool y el Portsmouth Evening News. Un intento de comprar el Shields Gazette, el diario más antiguo del país, fracasó. El sindicato finalmente se disolvió en 1885, con Storey reteniendo el control de Echo, Hampshire Telegraph, Portsmouth News y el Northern Daily Mail. Estos papeles formaron la base de una nueva compañía, Portsmouth and Sunderland Newspapers Ltd, formada en la década de 1930. El siglo XIX terminó con la rivalidad entre el Echo y el Sunderland Daily Post intensificándose. La huelga de Silksworth Colliery de 1891 enfrentó a los dos periódicos entre sí, con el Post atacando a Storey por haber explotado la huelga para obtener beneficios políticos. Storey demandó exitosamente por difamación.

## SigloXX

### Consolidación
En el nuevo siglo, el Echo se quedó rezagado en sus métodos de producción. Establecido como un "diario líder", fue uno de los últimos en ser tipeado a mano en 1900. Esto cambió en 1902, cuando las máquinas de Linotype se introdujeron para tipear mecánicamente. Una victoria aplastante del Partido Liberal siguió en las Elecciones Generales de 1906, que anunciaron una nueva era para el Echo. Seis meses más tarde, el viejo rival del periódico, el Sunderland Daily Post, dejó de publicarse y el 7 de septiembre de 1907 se lanzó el Football Echo.

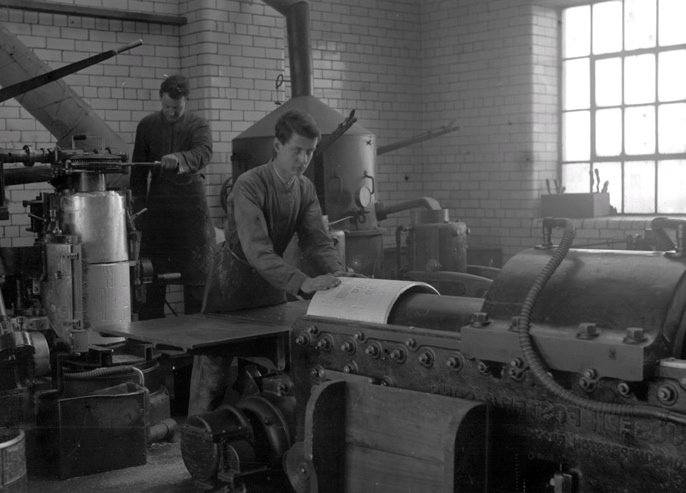
Los días previos a la guerra de la producción de periódicos de metal caliente en el Echo

La Primera Guerra Mundial trajo sus propias dificultades para el Echo. Los reporteros se fueron a la batalla y, después de que el costo del papel prensa se disparó, el periódico se vio obligado a doblar su precio hasta un centavo. En 1923, el 50.º aniversario del Echo fue marcado por una visita del presidente de la empresa Samuel Storey. Storey murió dos años más tarde, tres meses después de su hijo mayor Fred, y la presidencia pasó a manos de otro hijo mayor de Samuel-Fred. En el mismo año, se planificó la mejora de las instalaciones de Bridge Street. El trabajo incluyó la ampliación de la imprenta y se terminó a finales de los años veinte.

### Años de depresión
La depresión de los años 30 trajo el desempleo masivo a Sunderland. Pero, para el Echo, fue también un tiempo de importantes cambios estructurales en la propiedad. En 1934 se creó una nueva empresa que controla los tres títulos de propiedad de la familia Storey: Portmouth and Sunderland Newspapers Ltd., formada en 1934. También hubo un cambio de nombre para el Echo, cuando la palabra Daily fue retirada de su título de "Sunderland Daily Echo and Shipping Gazette". Sin embargo, la década también trajo consigo un incendio que destruyó la mayor parte de los archivos encuadernados de las copias archivadas del Echo. Las ediciones del siglo XIX del Echo sólo pueden ser consultadas en Sunderland, en la biblioteca del centro de la ciudad, en la calle Fawcett.

### Segunda Guerra Mundial
La Segunda Guerra Mundial causó estragos en Wearside, y Sunderland fue una de las siete ciudades más bombardeadas del país. A pesar de los duros bombardeos de la costa noreste y River Wear, las oficinas de Echo y la imprenta escaparon ilesos. El Shields Gazette, el rival más cercano del Echo, no tuvo tanta suerte. Sus instalaciones en Chapter Row, South Shields, fueron bombardeadas en septiembre de 1941 y, bajo un acuerdo de emergencia en tiempo de guerra, el periódico fue impreso en las prensas de Echo. El Echo continuó siendo publicado a lo largo de la guerra, a pesar del racionamiento del papel, la falta de reporteros y la estricta censura de las fotografías. La guerra tuvo un gran impacto en el Echo, en la forma de su tamaño. Las restricciones de tiempo de guerra sobre el papel prensa redujeron la hoja general anterior a su tamaño actual de tabloide, y este estilo se ha mantenido desde entonces.

### Cambios de posguerra y centenario
Los años de posguerra vieron al Echo dejar caer Shipping Gazette de su título principal, después de un rediseño en 1959. En su lugar, el papel se conoció como Echo Sunderland durante varios años, aunque el nombre de Sunderland Echo y Shipping Gazette continuó imprimiéndose en un tipo mucho más pequeño por encima del nuevo título. Sin embargo, otro rediseño de título en 1972, prescindió de las palabras Shipping Gazette e introdujo una ilustración de Wearmouth Bridge junto con el título Echo Sunderland.
Tras una importante remodelación de la base de Bridge Street a mediados de los años sesenta, los siguientes hitos para el papel llegaron en 1973. El primero fue Sunderland A. F. C. en la final de la FA Cup. El gol de Ian Porterfield fue noticia de primera plana en aquel momento, lo que le dio al Echo una tirada récord de 95.000 copias del Sports Echo. El segundo acontecimiento importante de 1973 fue el centenario del periódico. Las celebraciones incluyeron una fiesta de cumpleaños, con dignatarios como Sunderland A. F. C. Bob Stokoe entre los invitados. Lord Buckton, presidente de Portsmouth and Sunderland Newspapers Ltd, anunció su retiro en el evento, y fue sucedido por su hijo, el Honorable Richard Storey. Durante las celebraciones del aniversario también se anunció el traslado de Bridge Street a Pennywell, Sunderland. Desde entonces, el edificio del antiguo periódico ha sido sustituido por un moderno edificio de apartamentos. El nombre del Echo sigue vivo, sin embargo, como el proyecto llamado Echo24.

## Era moderna

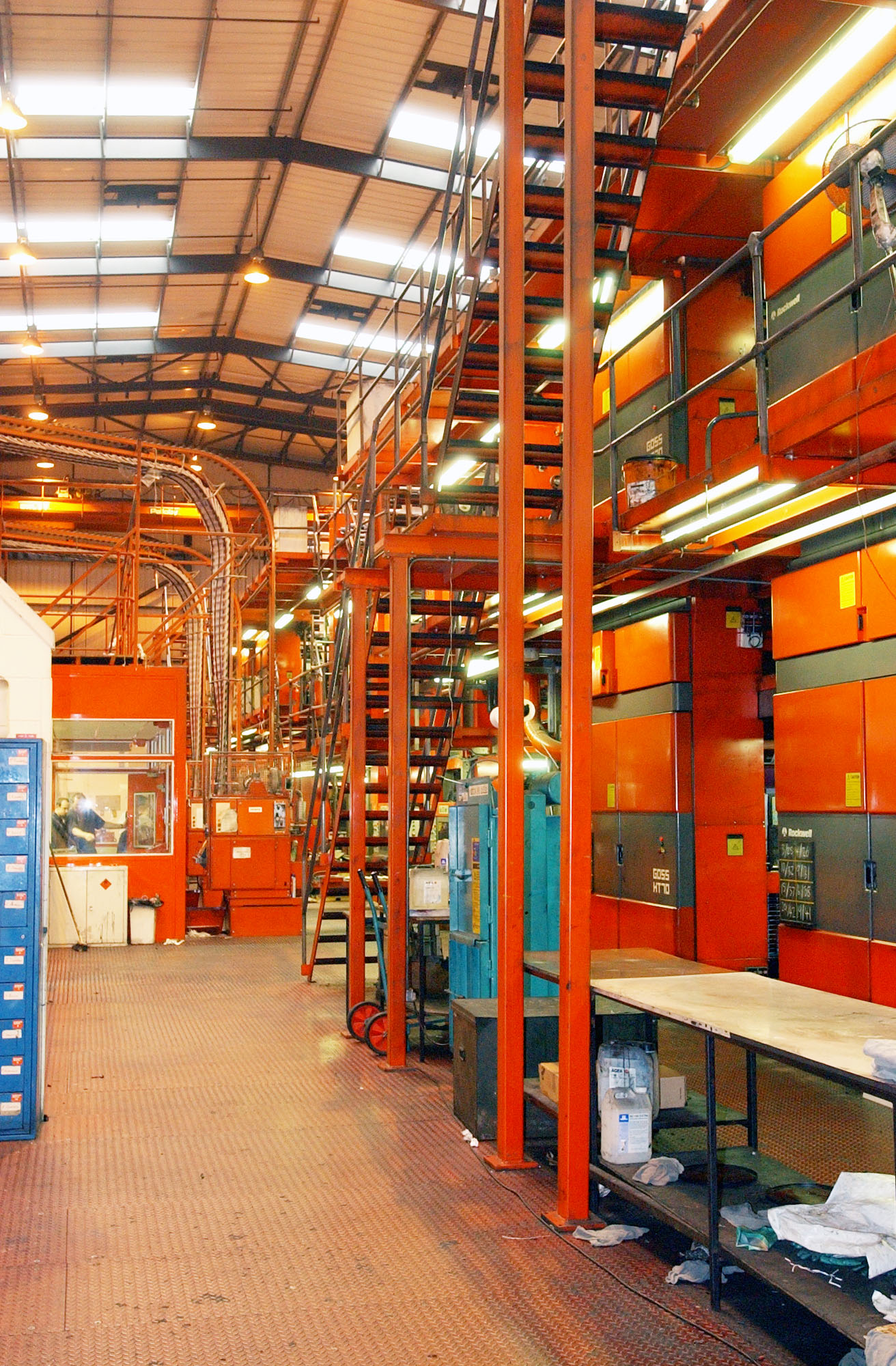
La imprenta del Echo en 2006

### Décadas de cambio
El Echo se mudó de Bridge Street a una oficina de periódico en Echo House, Pennywell Industrial Estate, en 1976. La mudanza puso fin a los métodos tradicionales de impresión utilizando metal fundido en caliente para producir planchas de tipeado y de impresión, e introdujo la tecnología informática. El desarrollo de 4 millones de libras esterlinas hizo que el Eco se convirtiera en el primer diario del noreste en ser producido íntegramente por fotocomposición e impresión offset en bobina. También se produjo un cambio en el aspecto del Echo, con una nueva forma, tipos de letra más atrevidos y una impresión más clara. El primer Echo de aspecto nuevo se imprimió en Pennywell el 26 de abril de 1976 y fue publicado con el número 32.512.
Otro cambio inspirado por la jugada fue el regreso del hombre de Football Echo. El personaje de la caricatura había indicado durante años los resultados del partido de Sunderland con una sonrisa, un ceño fruncido o una lágrima, mientras adornaba la pared exterior del edificio de Bridge Street. Después de varios años de almacenamiento, fue devuelto a la pared del nuevo edificio de Echo en 1976, donde aún permanece hoy.
En 1985 hubo una ruptura en la tradición cuando el título de Echo apareció invertido en blanco sobre un fondo rojo, en lugar de la letra roja o negra más conocida. El nuevo título fue diseñado para dar un mayor impacto a la colorida portada. Fue el primero de una serie de cambios que incluyeron la retirada de Sunderland del título en 1990, el periódico se convirtió simplemente en The Echo. Este cambio se invirtió en 1997, con la vuelta al nombre de Sunderland Echo.

### Cambios tecnológicos
En los años 90, cuando se instaló una imprenta de 12 millones de libras esterlinas, el Echo dio un gran salto tecnológico. Se utilizó por primera vez en diciembre de 1996 y fue capaz de imprimir hasta 70.000 periódicos por hora. La prensa formó parte de una renovación multimillonaria, que también vio a periodistas inventar por primera vez páginas completas de noticias en pantallas de computadoras. El primer servicio de noticias por Internet del Echo fue lanzado también en 1996. En 2004 se invirtieron otros 5 millones de libras esterlinas en la actualización del área de preimpresión y de la sala de impresión para mejorar la calidad de impresión y la velocidad de producción.
El Echo siguió formando parte de Portsmouth y Sunderland Newspapers hasta finales de los años 90, aunque impreso por Northeast Press, filial de la empresa principal. Sin embargo, el último eslabón al fundador original, Samuel Storey, desapareció en 1999, cuando Johnston Press se hizo cargo del negocio en mayo de ese año. El Sunderland Echo todavía es publicado por Northeast Press, aunque Johnston Press -el segundo editor regional más grande de la nación- ahora es dueño de toda la compañía. En septiembre de 2012 se anunció el cierre de la sala de impresión multimillonaria, con la pérdida de 81 puestos de trabajo, y las operaciones de impresión se trasladaron a Sheffield. El sábado 3 de noviembre se imprimió en Sunderland el Echo definitivo. El Echo tuvo su sede en Echo House, Pennywell Industrial Estate, Sunderland, desde 1976 hasta abril de 2015. Ahora comparte un sitio con los periódicos hermanos Hartlepool Mail y Shields Gazette en Alexander House, 1 Mandarin Road, Rainton Bridge Business Park, Houghton-le-Spring.

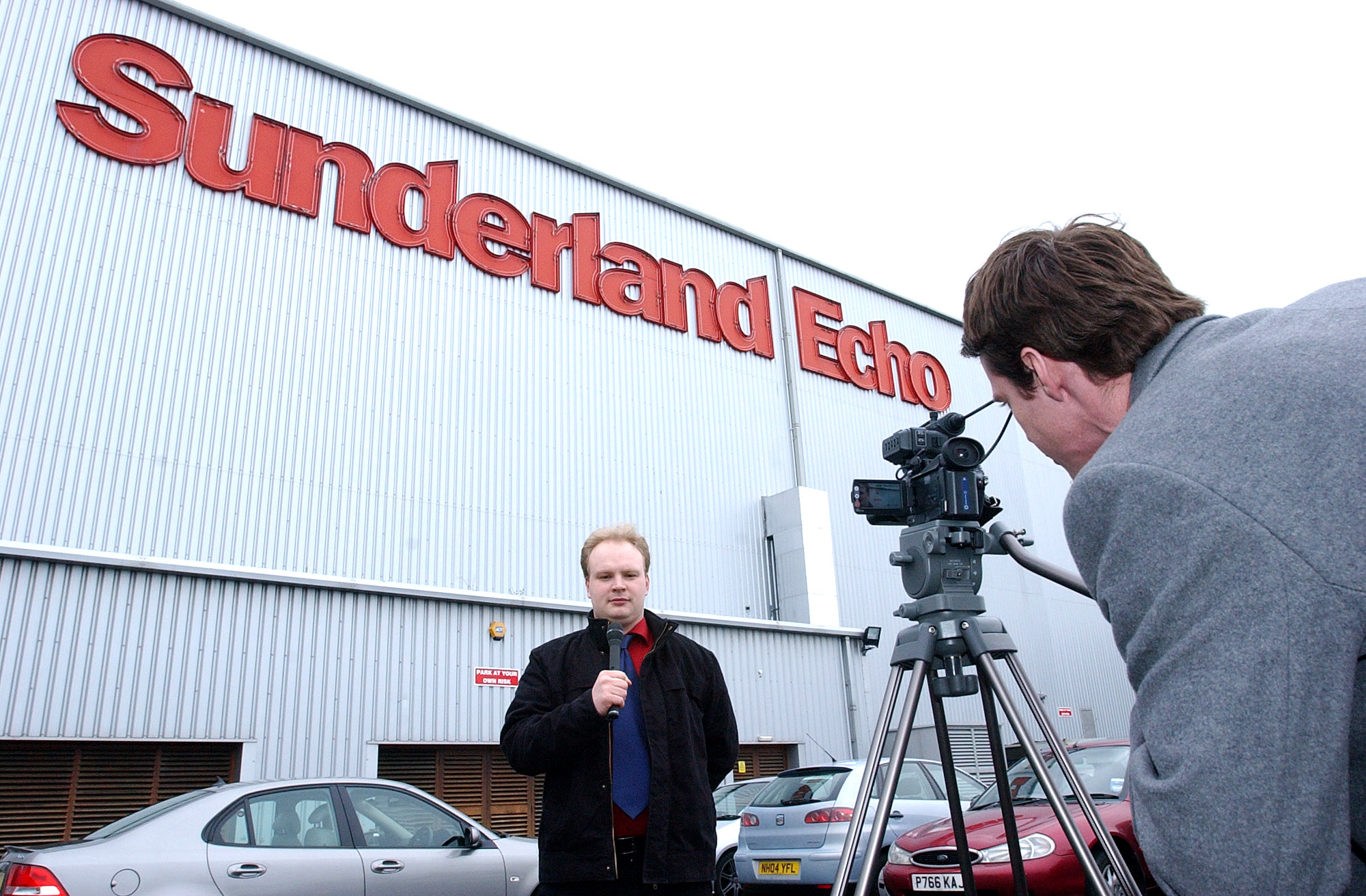
Periodistas digitales del Echo en acción

### La revolución en línea
En febrero de 2007 se inauguró el nuevo sitio web del Echo, mientras que en la oficina se creó al mismo tiempo una suite de edición digital. El equipo audiovisual permite a los reporteros escribir y filmar historias a medida que suceden, y los artículos pueden publicarse en línea en cuestión de segundos.
Las estadísticas muestran que cerca de 80.000 personas visitaron el sitio web del Eco en enero de 2007, y que esta cifra ascendió a 216.000 en enero de 2008. El sitio web se actualiza las 24 horas del día, los siete días de la semana, con historias que incluyen informes sobre partidos de fútbol y rumores sobre transferencias de fútbol entre los más populares. Además de las noticias del día, también se incluyen presentaciones de diapositivas, videos y podcasts.

## Premios y reconocimientos

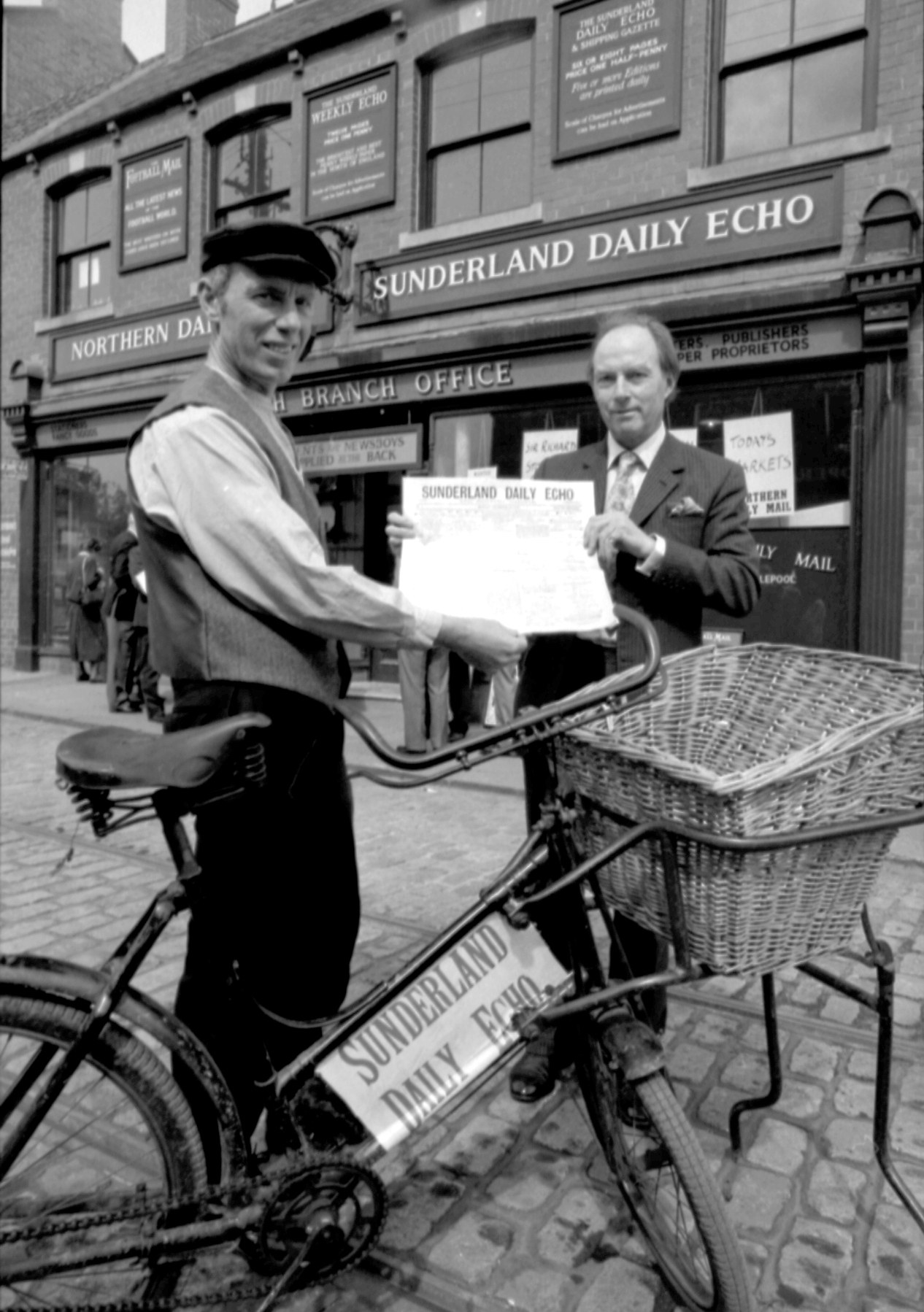
Sir Richard Storey inaugura la exposición Echo en Beamish

El Eco ha recibido numerosos elogios, así como alabanzas del gobierno, por su periodismo de campaña, la escritura especializada, el trabajo comunitario, las imágenes fotográficas y los llamamientos a favor de buenas causas durante décadas. Entre los ejemplos de escritos notables cabe citar una campaña de 2006 en la que se pone de relieve la amenaza que representan los falsos llamamientos a las personas mayores y una campaña de 2005 para proteger a 999 tripulaciones de ser atacadas en servicio, que recibieron elogios oficiales en el Parlamento. También fue muy elogiada la campaña de educación sobre drogas de 1996, que incluyó la creación de un servicio telefónico para avisar a los presuntos traficantes locales de drogas. La Newspaper Society nombró al Echo como su periódico de campaña del año por la campaña de Drug Busters, y la campaña también ganó un premio de la International Newspaper Marketing Association.
En los 135 años de su existencia, el Echo se ha convertido en parte de la cultura del noreste de Inglaterra y en 1991 se construyó una réplica de la sucursal de la Sunderland Daily Echo and Shipping Gazette en el Museo Beamish al aire libre del condado de Durham. Diseñada para mostrar a los visitantes cómo habría funcionado el periódico en 1913, la exposición de tamaño natural incluye una oficina de distribución, la oficina del reportero, una papelería y una imprenta en pleno funcionamiento. La oficina replicada tomó varios meses para investigar y crear, y fue inaugurada por Sir Richard Storey, bisnieto del fundador de Echo Samuel Storey, el 10 de mayo de 1991.
Un caballo de carreras fue bautizado con el nombre del periódico en 1991, propiedad de un consorcio de 250 lectores de Echo. El castrado ganó carreras en Hamilton, Redcar, Newcastle upon Tyne y Haydock a principios de los años 90, pero tuvo que ser derrocado el 17 de febrero de 1996 después de tirar abajo gravemente cojo durante un galope matutino de rutina. El Echo también se utilizó en una exposición del Museo de Ciencias de Londres en 1999, para mostrar cómo se puede simplificar la escritura para las personas con dificultades de lectura, y una edición impresa del periódico apareció en el programa de televisión Touching Evil, protagonizada por Robson Green, en el mismo año.

## Lectura complementaria
- Bean, William Wardell: Parliamentary Representation of the Six Northern Counties Hull Publishing, 1890 (celebrada en la Robinson Library, University of Newcastle)
- The Durham Thirteen: Biographical sketches of the members of parliament returned for the City, Boroughs, and County of Durham, at the general election of 1874 Publicado por J Hyslop Bell, Darlington, 1874.
- Book and News Trade Gazette Publicado el 6 de octubre de 1894
- The Alderman (revista) Publicado el 8 de abril de 1876
- Wearside Review: Local notabilitiesPublicado por el diario Sunderland Daily Echo, 1886